# Jacques-Denis Choisy
Jacques-Denis Choisy, auch Jacques Denys Choisy, (* 5. April 1799 in Jussy; † 26. November 1859 in Genf) war ein Schweizer Theologe, Philosoph und Botaniker. Sein offizielles botanisches Autorenkürzel lautet „Choisy“.

## Leben und Wirken
Choisy, dessen Vater Georges Louis Choisy (1758–1843) Pfarrer in Jussy, Céligny und Genf war, studierte Theologie, Jura, Geistes- und Naturwissenschaften an der Akademie in Genf, wobei er unter anderem bei Augustin Pyramus de Candolle Botanik studierte, und wurde 1821 als protestantischer Pfarrer ordiniert. Ab 1822 war er zur weiteren Ausbildung in Paris und wurde dort Mitglied der Société d’histoire naturelle. Er arbeitete in der Sammlung von Jules Paul Benjamin Delessert und in der des Muséum national d’histoire naturelle und hatte in Paris Verbindungen zu den Botanikern  Adolphe Brongniart, Achille Richard, Karl Sigismund Kunth, dem Konservator des Delessert-Herbariums Jean Baptiste Antoine Guillemin und Adrien Henri Laurent de Jussieu, hörte aber auch Mathematik und Physik (Jean-Baptiste Biot). Danach kehrte er nach Genf zurück, wo der Lehrstuhl des Philosophen Pierre Prevost frei geworden war. 1824 bis 1847 hatte er den Lehrstuhl für rationale Philosophie an der Akademie in Genf. 1844 bis 1846 war er Rektor der Akademie. Er war in der Verwaltungskommission des Botanischen Gartens von Genf. Als 1846 die Radikalen in Genf an die Macht kamen (siehe  Geschichte des Kantons Genf) verlor er wie die anderen Professoren sein Amt (wofür sie durch eine relativ geringe Pension entschädigt wurden).  1854 veröffentlichte er anonym eine Schrift gegen die Entmachtung der protestantischen Kirche in Genf durch die Reformen der Radikalen.
1830 und 1854 war er in London (er heiratete 1830 die Tochter eines in London ansässigen Genfer Bürgers namens Siordet, mit der er mindestens fünf Kinder hatte). Beim zweiten Aufenthalt traf er William Jackson Hooker. Bald darauf liess seine Gesundheit nach.
Er war Mitarbeiter seines Lehrers Augustin Pyramus de Candolle an dessen Werk Prodromus Systematis Naturalis Regni Vegetabilis.
Choisy war aktiv in der Compagnie des pasteurs von Genf und war als Theologe Redakteur der Zeitschrift Le Protestant in Genf.

## Ehrungen
Die Pflanzengattung der Orangenblumen (Choisya Kunth) ist ihm zu Ehren benannt.

## Schriften
- Des doctrines exclusives en philosophie rationelle, Genf 1828
- Considérations sur le infériorité légale de l´eglise protestante dans le Canton de Genève et le moyens d´y remédier, Genf 1845 (anonym)
- Étrennes religieuses, 1857 (unter anderem über moderne Hexereien)
- Prodromus d'une monographie de la famille des hypéricinées, Genf 1821 (mehrere Auflagen bis 1983)
- Mémoire sur la famille des Sélaginées, Genf 1823
- Descriptions des Hydroléacées, Genf 1833
- Convolvulaceae orientales, Genf 1834
- Mémoire sur les familles des Ternstroemiacées et Camelliacées, Genf 1855